# Кьюбитт, Томас
Томас Кьюбитт (англ. Thomas Cubitt; 25 февраля 1788, Бакстон, Норфолк — 20 декабря 1855, Суррей) — британский мастер-строитель. Наиболее известен благодаря масштабной застройке улиц и площадей Лондона, в том числе районов Белгравия, Пимлико и Блумсбери. Его прапрапраправнучка — королева Камилла.

## Биография
Томас Кьюбитт родился в семье плотника из Норфолка. В молодости работал корабельным плотником в Индии, а вернувшись, в 1810 году основал собственную строительную компанию на Грейз-Инн-роуд в Лондоне. Фирма Кьюбитта стала одной из первых, где все работы выполнялись силами штатных мастеров, без отдельных субподрядчиков.

## Деятельность

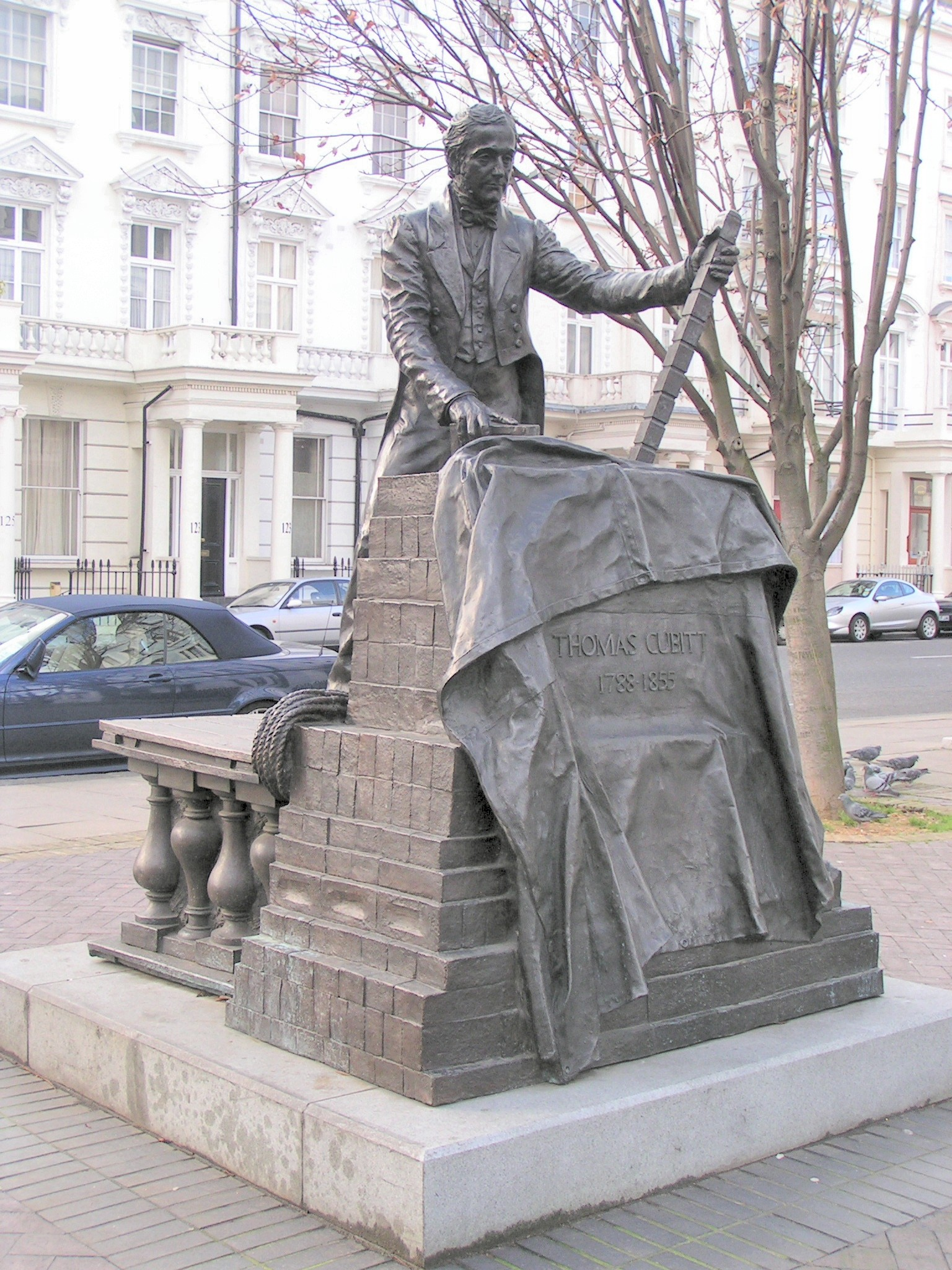
Памятник Томасу Кьюбитту работы Уильяма Фоука, 1995 год. Установлен на Денбиг-стрит, Лондон. Идентичная статуя расположена в Доркинге, графство Суррей.

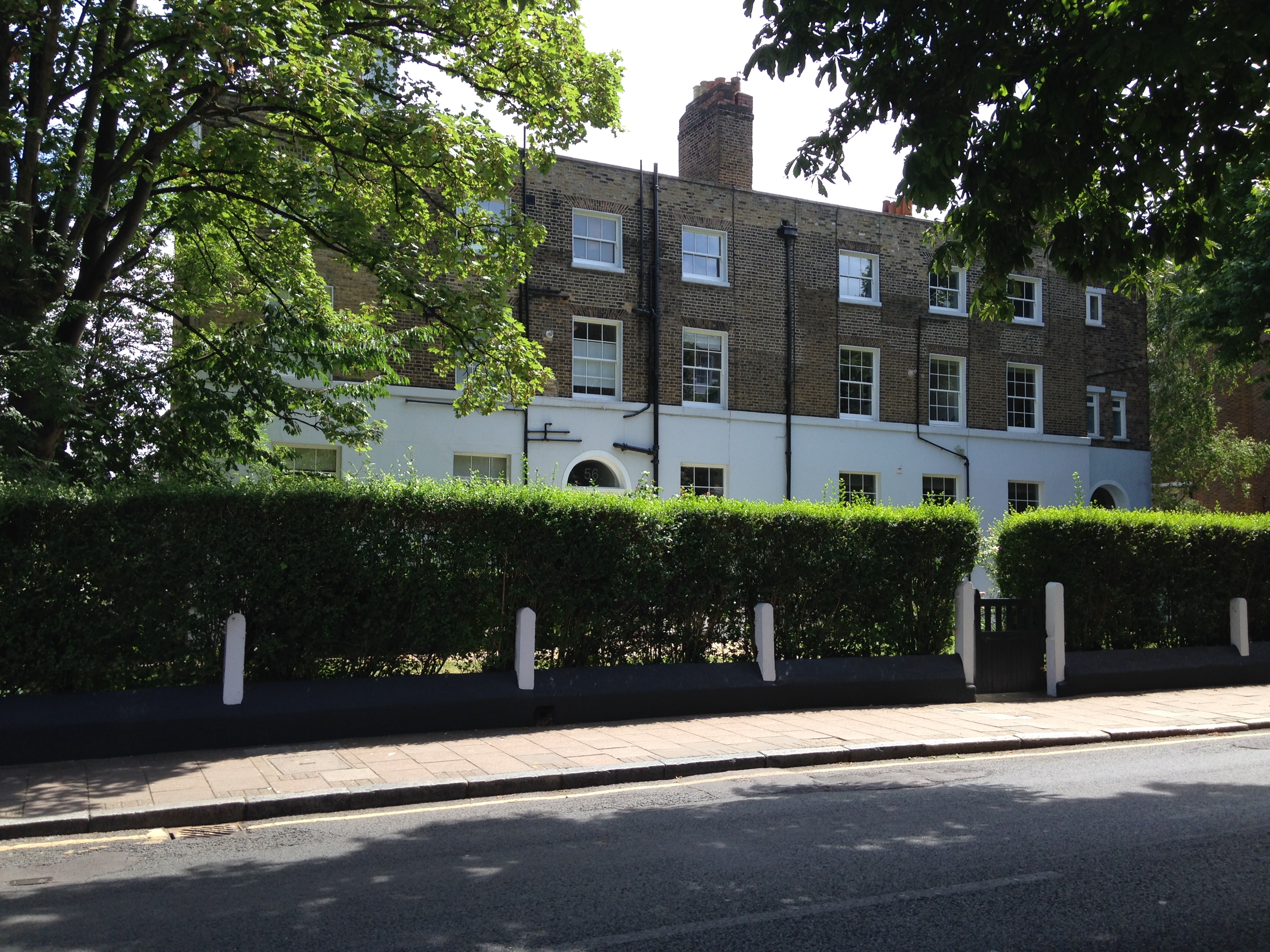
54–56 Хайбери-парк, Ислингтон — последние сохранившиеся виллы, построенные Кьюбиттом

Первым крупным проектом Кьюбитта стал Лондонский институт на Финсбери-серкус (1815). Затем он занялся жилищной застройкой в районах Камден-Тауна, Ислингтона, а особенно [Хайбери-парка и Сток-Ньюингтона.
С 1820 года приступил к проектам в Блумсбери — включая Гордон-сквер и Тависток-сквер — для землевладельцев во главе с герцогом Бедфордским.
В 1824 году Кьюбитт заключил контракт с маркизом Вестминстерским на застройку Белгравии и Пимлико. Среди прочего, он построил северную и западную стороны Итон-Сквер, которые выделяются характерным стилем застройки.

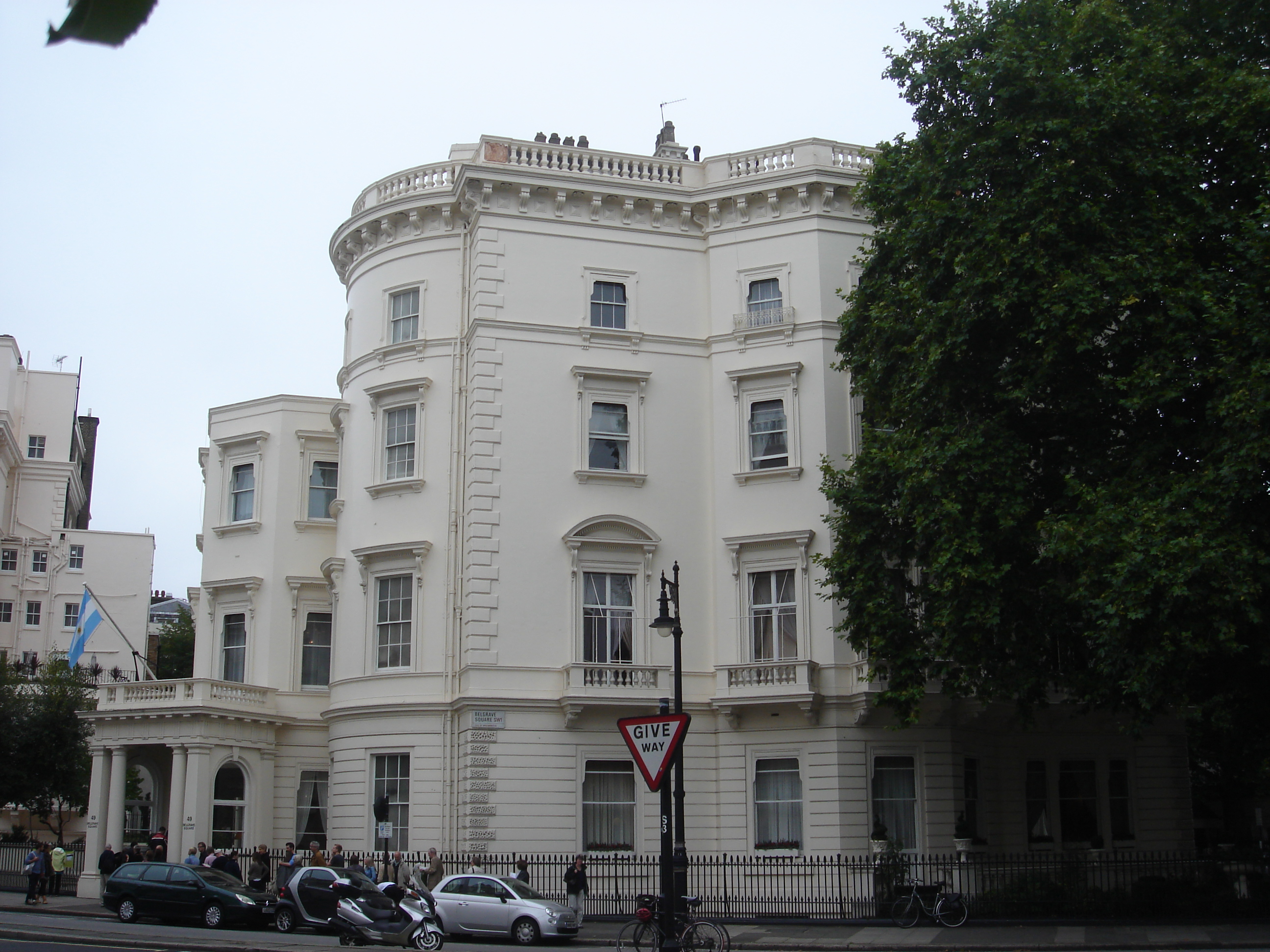
Дом, построенный Кьюбиттом на Белгрейв-сквер 49, Лондон

Кьюбитт также отвечал за восточный фасад Букингемского дворца, застраивал Кемп-Таун в Брайтоне и возвёл Осборн-хаус на Острове Уайт, завершённый в 1851 году. Он лично профинансировал строительство около километра набережной Темзы и участвовал в создании Парка Баттерси.
После пожара в одной из мастерских на Темзе он сказал:
Скажите рабочим, что через неделю они снова будут на работе. Я внесу 600 фунтов на покупку новых инструментов.
В начале 1820-х годов Кьюбитт перестроил загородный дом Полсден-Лейси в Суррее.
В 1827 году он отошёл от дел, передав управление фирмой своему брату. Компания сохранила прежнее название и продолжала строить масштабные объекты.

## Семья
У Томаса Кьюбитта было двое братьев: один — подрядчик и политик, другой — инженер, спроектировавший ряд домов, построенных Томасом. Сам Томас в 1821 году женился на Мэри Энн Уорнер (1802—1880); в этом браке родилось не менее 12 детей, пятеро из которых скончались при его жизни. Один из сыновей, Кьюбитт, Джордж, 1-й барон Эшкомб, стал политиком и в 1892 году получил титул барона Эшкомба.

## Последние годы и память

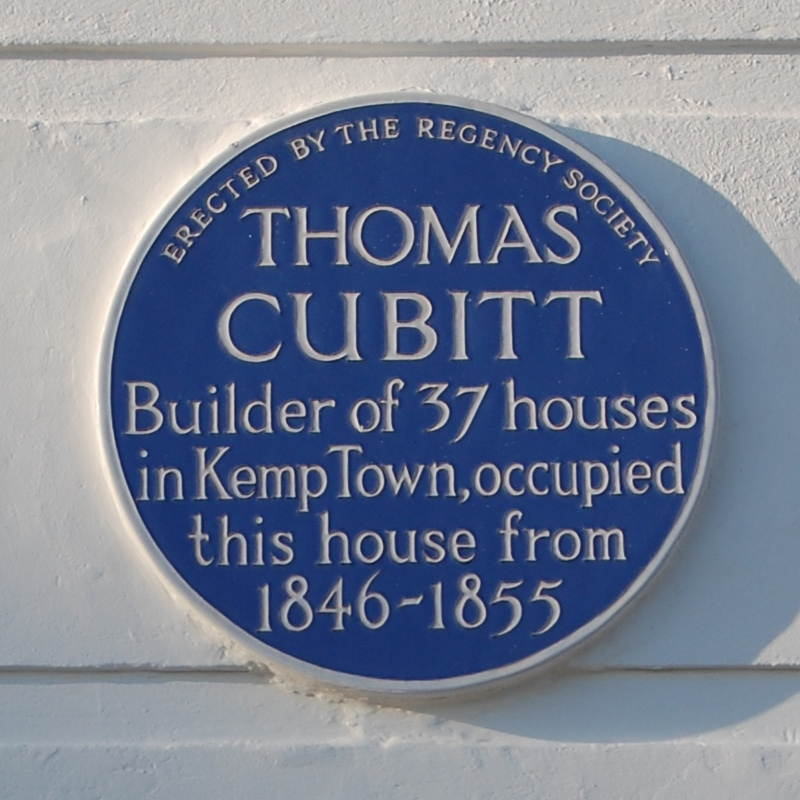
Мемориальная доска на доме Кьюбитта по адресу: 13 Льюис-Кресент, Кемп-Таун, Брайтон

Кьюбитт умер в декабре 1855 года и был похоронен 27 декабря на Вест-Норвудском кладбище. Королева Виктория, после его кончины, писала:  
В своей сфере, с масштабом дел, которые он вёл, он стал настоящей национальной потерей. Добрейшего, сердечного и более скромного человека трудно было найти.
Памятники Кьюбитту установлены в районе Пимлико (Лондон) и в Доркинге при его усадьбе «Денбис». В 1883 году его фирма была приобретена компанией Holland & Hannen, образовав Holland & Hannen and Cubitts, а затем Holland, Hannen & Cubitts.
В честь Томаса Кьюбитта названы некоторые пабы, рестораны и другие заведения.